# سرخ‌پوستان دیرین

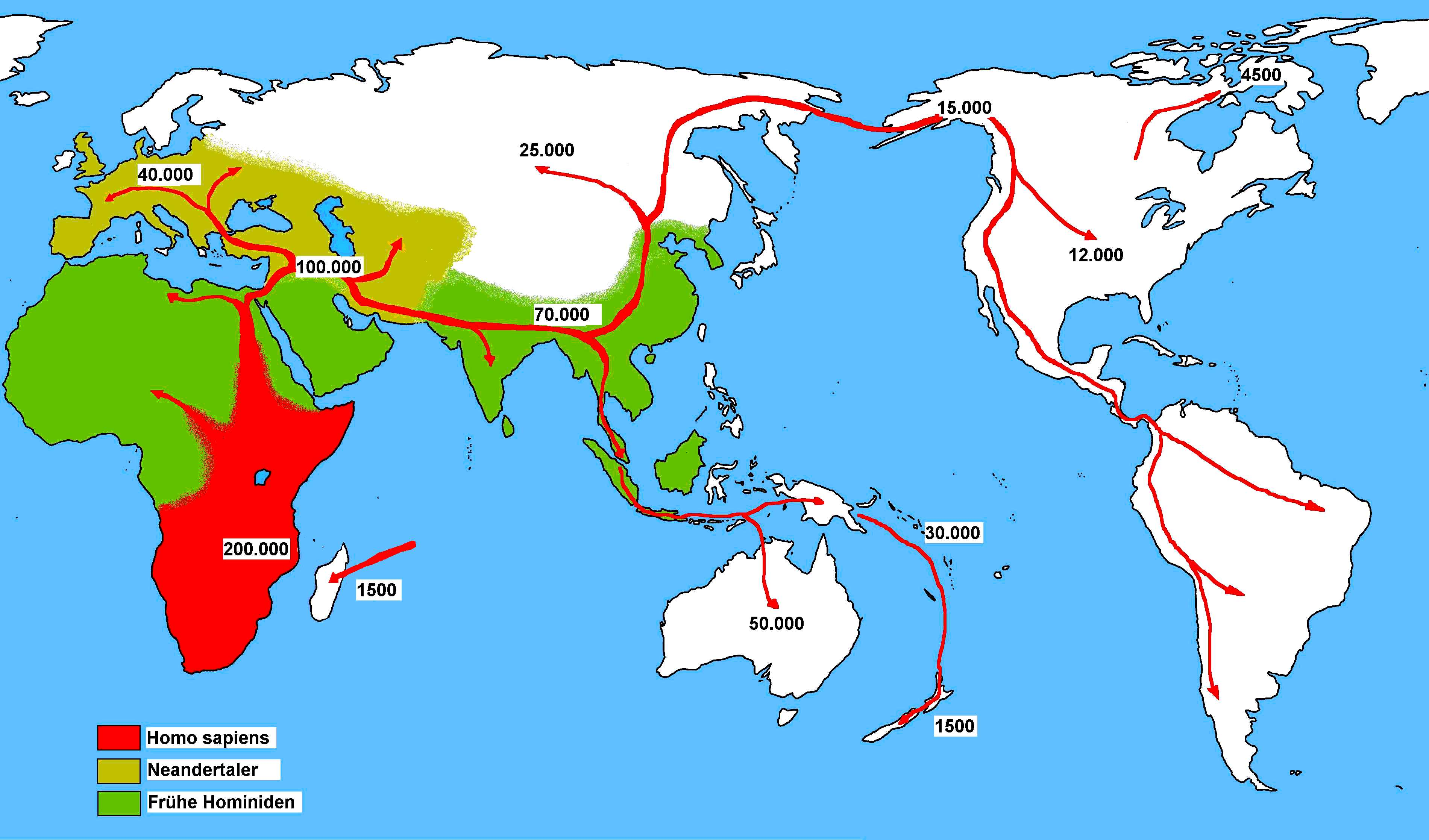
نقشه نخستین مهاجرت‌های انسانی براساس تئوری آفریقا

سرخپوستان دیرین (به انگلیسی: Paleoindians) عنوانی است که به نخستین مردمانی که پای در قاره آمریکا گذاشتند گفته می‌شود. آن‌ها مهاجرانی از آسیا و سیبری بودند و با عبور از تنگه برینگ وارد قاره آمریکا شده و در نواحی مختلف آن ساکن شدند. گمانه زنی‌ها برای زمان ورود آنها متفاوت است و از ۴۵ تا ۱۳ هزار سال پیش از میلاد را دربر می‌گیرد. در کل زمان زندگی سرخپوستان دیرین را بین ۱۸ تا ۸ هزار سال پیش از زادروز مسیح برآورد کرده‌اند. آنان شکارچیانی بودند که احتمالاً بر اثر عصر یخبندان در پی شکار به قاره جدید آمده بودند. برخی گمانه‌ها از این قرار است که مردم آن منطقه از وجود قاره جدید آگاه بودند و کم شدن منابع غذایی آگاهانه آنهارا به سوی آلاسکا سوق داده بود و شاید پیش از آن‌ها گروه‌هایی نیز در قاره جدید ساکن شده بودند.